# Байер, Владимир Николаевич
Владимир Николаевич Байер (27 сентября 1930 — 19 февраля 2010) — российский физик-теоретик, доктор физико-математических наук, профессор НГУ, заслуженный деятель науки Российской Федерации (1998).

## Биография
Родился 27 сентября 1930 года в Харькове, детство провёл в Киеве (во время Великой Отечественной войны — в эвакуации на Урале). Единокровная сестра — Нина Николаевна Байер, мать лауреата Нобелевской пермии по физике А. К. Гейма.
Окончил Киевское артиллерийское подготовительное училище (1949), Киевский университет (1955) и аспирантуру ФИАН имени П. Н. Лебедева (ученик И. Е. Тамма) (1958).
С января 1959 года работал в Институте ядерной физики СО АН СССР: младший, старший научный сотрудник, зав. лабораторией, главный научный сотрудник.
Один из тех, кто стоял у истоков создания электрон-позитронных коллайдеров.
По совместительству с 1962 года преподавал и вёл научную работу в НГУ: доцент, с 1966 профессор кафедры теоретической физики, декан физического факультета (1965—1968). Разработал и читал курсы «Классическая теория поля», «Квантовая механика», «Квантовая электродинамика», «Физика элементарных частиц», «Квантовая физика», «Теория излучения», «Общая теория относительности и космология».
В 1968—1991 году — учёный секретарь Совета по электромагнитным взаимодействиям АН СССР.
Умер 19 февраля 2010 года. Похоронен на Южном кладбище Новосибирска.

## Учёные степени и звания
- кандидат физико-математических наук, тема диссертации «Вопросы теории взаимодействия электронов при больших энергиях» (1960);
- старший научный сотрудник по специальности «Теоретическая и математическая физика» (1965);
- доцент по кафедре теоретической физики (1965);
- доктор физико-математических наук, тема диссертации «Квантовая электродинамика в экспериментах на встречных пучках» (1966);
- профессор по кафедре теоретической физики (1968).

Заслуженный деятель науки Российской Федерации (1998).

## Публикации
- Радиационная поляризация электронов в накопителе. — Новосибирск: [б. и.], 1969. — 69 с. — (Препринт / Ин-т ядерной физики СО АН СССР; 347).
- Исследование квантовой электродинамики и векторных мезонов в экспериментах на встречных электрон-позитронных пучках. — Новосибирск: [б. и.], 1972. — 74 с. — (Издания / Ин-т ядерной физики СОАН СССР; ИЯФ52-72).
- Радиационные эффекты вблизи циклотронного резонанса. — Новосибирск: [б. и.], 1978. — 18 с. — (Институт ядерной физики СО АН СССР. Препринт; ИЯФ 78-8).
- Взаимодействие электронов и позитронов при высоких энергиях // Успехи физ. наук. — 1962. — Т. 78. — № 4. — 35 с.
- Радиационная поляризация электронов в накопителях // Успехи физ. наук. — 1971. — Т. 105. — № 3. — 36 с.
- Физика элементарных частиц: Учеб. пособие. — Новосибирск, 1972. — 196 с.
- Излучение релятивистских электронов. — М., 1973. — 374 с. (в соавт.)
- Неупругие процессы в квантовой электродинамике: Учеб. пособие. — Новосибирск, 1978. — 82 с.
- Взаимодействие электронов и фотонов высокой энергии с кристаллами // Успехи физ. наук. — 1989. — Т. 159. — № 3. — 35 с. (в соавт.)
- Электромагнитные процессы при высокой энергии в ориентированных кристаллах. — Новосибирск, 1989. — 400 с. (в соавт.)
- Inelastic processes in high energy quantum electrodynamics // Phys. reports. 1981. Vol. 78, № 3. Р. 101. (в соавт.)
- Electromagnetic processes at high energy in oriented single crystals. World scientific publishing company, Singapore, 1998. 554 p. (в соавт.)
- Concept of formation length in radiation theory // Phys. reports. 2005. Vol. 409, № 5. Р. 100. (в соавт.)